# Lady L
 Lady L'' és una pel·lícula franco-italo-britànica dirigida el 1965 per Peter Ustinov i escrita per Romain Gary i Peter Ustinov a partir de la novel·la homònima de Romain Gary, apareguda el 1963.

## Argument
En la seva propietat francesa, Lady Landale, a qui tots coneixen com Lady L, es disposa a celebrar seu vuitantè aniversari. Bisbes, banquers, diplomàtics i generals acudeixen a felicitar la gran senyora. Una vegada acabat el banquet, Lady L condueix al seu pavelló d'estiu al famós escriptor Sir Percy, encarregat d'escriure la seva biografia, i comença a explicar-li la seva vida.

## Repartiment
- Sophia Loren: Louise/Lady L
- Paul Newman: Armand Denis
- David Niven: Lord Lendale
- Catherine Allégret
- Joe Dassin
- Claude Dauphin
- Eugène Deckers
- Jacques Dufilho
- Daniel Emilfork
- Tanya Lopert
- Philippe Noiret
- Jenny Orléans
- Hella Petri
- Michel Piccoli
- Sacha Pitoëff
- Roger Trapp
- Peter Ustinov